# سندرم آلیس در سرزمین عجایب

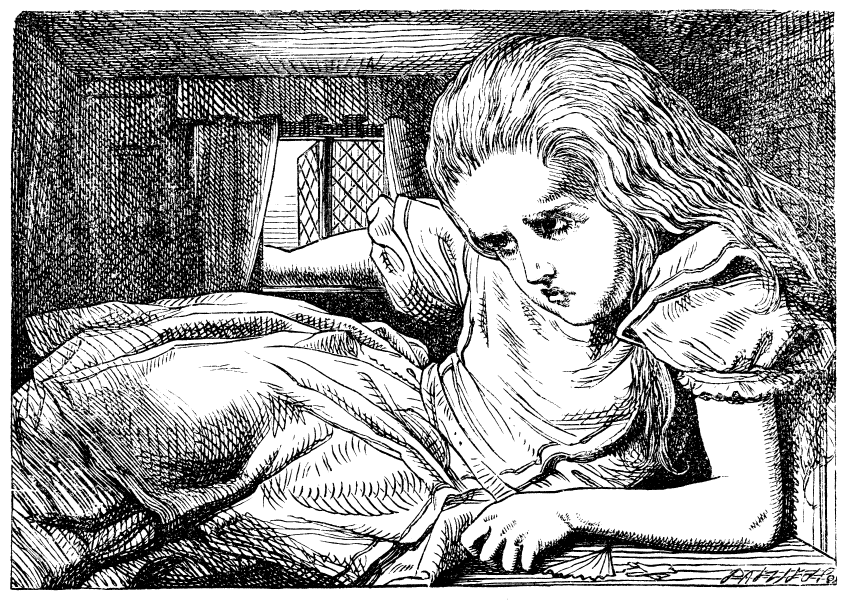
تصوری که یک فرد می‌تواند به دلیل این بیماری، از اطراف خود داشته باشد. عکس از رمان ماجراهای آلیس در سرزمین عجایب، اثر لوئیس کارول - ۱۸۶۵

سندروم آلیس در سرزمین عجایب همچنین به نام‌های سندرم تاد یا دیزمتروپسی نیز شناخته می‌شود، یک وضعیت عصبی روانشناختی است که باعث تحریف و اختلال در ادراک می‌شود. افراد ممکن است در ادراک بصری اشیاء دچار اعوجاج (خطا) شوند، مانند کوچک‌تر به نظر رسیدن (کوچک‌پنداری) یا بزرگ‌تر (ماکروپسیا)، یا نزدیک‌تر به نظر رسیدن (نزدیک‌پنداری) یا دورتر (دور پنداری) از آنچه در واقعیت موجود است. اعوجاج ممکن است برای حواس دیگری به جز بینایی نیز رخ دهد.
علت اصلی و قطعی سندرم آلیس در سرزمین عجایب در حال حاضر ناشناخته است، اما اغلب با میگرن، ضربه به سر، یا تبخال مغزی ناشی از عفونت ویروس اپشتین–بار مرتبط است. همچنین این نظریه وجود دارد که این سندرم می‌تواند ناشی از مقادیر غیرطبیعی فعالیت الکتریکی باشد که منجر به جریان خون غیرطبیعی در قسمت‌هایی از مغز می‌شود که ادراک بصری و بافت را پردازش می‌کنند.

## شرح بیماری
سندروم آلیس در اثر نامتجانسی در دید حاصل می‌شود که بر ادراک شخص مبتلا، از محیط، اثر می‌گذارد. این سندروم اختلالی عصبی است و بر پیام‌هایی که از چشم به مغز مخابره می‌شوند، اثری نامطلوب می‌گذارد و متعاقباً دریافتی نادرست را از محیط اطراف موجب می‌شود.
بیماران معمولاً از اختلال در احساس بینایی، شنوایی و لامسه شکایت می‌کنند و تجربه توهمِ تغییر را در درک و دریافتشان از محیط گزارش می‌دهند. این بیماری گاه برای مبتلایان ترسناک و گیج کننده است، زیرا آن‌ها فکر می‌کنند در جهانی عجیب و پر از توهمات گوناگون با ادراکی متفاوت از دیگر انسان‌ها عقلشان رو به زوال نهاده‌است.
در کتاب آلیس در سرزمین عجایب، شیوه‌ای که آلیس جهان را می‌دید بارها و بارها پس از افتادن او در سوراخ خرگوش، تغییر کرد. در یک لحظه، او از یک بطری که روی آن نوشته بود «مرا بخور» می‌نوشد و به اندازه کافی کوچک می‌شود تا بتواند از دری کوچک عبور کند. سپس او کیکی با برچسب «مرا بخور» را می‌خورد و به اندازه کافی بزرگ می‌شود تا به کلید روی میز دسترسی پیدا کند.
هر چند این داستان افسانه است. با این حال آنچه آلیس تجربه کرد برای برخی افراد واقعی است. برای آن‌ها زمان‌هایی وجود دارند که جهان آن طور که باید، به نظر نمی‌آید. رنگ‌ها تغییر می‌کنند. خطوط صاف، موج دار می‌شوند اشیاء حرکت می‌کنند.
در سال ۱۹۵۵، جان تاد، روانپزشک انگلیسی، این وضعیت عجیب و غریب را براساس شخصیت داستان، بیماری سندروم آلیس در سرزمین عجایب AIWS نامگذاری کرد. وی از این اصطلاح برای توصیف علائم عجیب و غریبی که از افراد مبتلا به سردرد میگرنی و صرع شنیده بود، استفاده کرد.

## علاِئم سندرم آلیس
از جمله علائم بیماری آلیس در سرزمین عجایب می‌توان به موارد زیر اشاره کرد.
- در فرد بیمار قسمت‌هایی از بدن یا چیزهایی که در اطراف او هستند بزرگتر، کوچکتر، نزدیکتر یا دورتر از آنچه که واقعاً هستند به نظر می‌رسند.
- خطوط صاف موج دار دیده می‌شوند.
- چیزهایی که ثابت هستند به نظر می‌رسد حرکت می‌کنند.
- اشیاء سه بعدی صاف به نظر می‌رسند.
- رنگ اشیاء عوض می‌شوند یا به طرف دیگر شیب می‌شوند.
- سلبریتی‌ها بد شکل به نظر می‌رسند.
- رنگ‌ها بیش از حد روشن به نظر می‌رسند.
- افراد و اشیا به نظر می‌رسد که کشیده شده‌اند.

پزشکان مطمئن نیستند که چرا برخی افراد چنین تغییرات غیرمعمولی در درک دارند. اما اغلب این مشکل زمانی شروع می‌شود که کودکان خیلی کوچک هستند. بیماری سندروم آلیس در سرزمین عجایب شامل تغییراتی در قسمت‌هایی از مغز بیمار می‌شود که با اطلاعات حسی سر و کار دارد، یعنی آنچه بیمار می‌بیند و می‌شنود.
پزشکان معتقدند این بیماری نوعی از اختلال حس بینایی است که بعضی افراد قبل یا در طی سردرد آن‌ها را تجربه می‌کنند. این مشکلات می‌توانند موجب علائمی از قبیل: نورهایی که چشمک می‌زنند، لکه‌های براق، صدای زنگ در گوش یا سوزش در دستان شوند.

## درمان
این سندروم درمان اثبات شده‌ای ندارد، اما جای امیدواری است که تمام عوامل این بیماری را می‌توان کنترل کرد. بسیاری از شیوه‌های درمانی با استفاده از داروهای پیشگیری از میگرن و داروهای ضد افسردگی صورت می‌گیرد و دنبال کردن رژیم دارویی و غذایی برای بسیاری از بیماران مؤثر بوده‌است. برای کسانی که حمله‌هایی بیشتر در فاصله‌های زمانی کوتاهتر دارند هنوز درمان قطعی وجود ندارد، اما این مشکل نیز به زودی رفع می‌شود.